# Kobolt
Kobolt  [ko´bolt el. kå´bolt] är ett hårt, silvergrått, metalliskt grundämne med kemiskt tecken Co. Kobolt är ferromagnetiskt med en curietemperatur på 1 388 K (1 115 °C).

## Historia
Det tyska namnet Kobalt användes under medeltiden för vissa malmer som inte gav metaller, utan endast giftiga ångor vid reduktion. De ansågs vara förtrollade av bergtroll, så kallade kobolder, ett väsen man förr trodde bodde i underjorden och kunde påverka malmen i gruvor.
Den svenske kemisten Georg Brandt isolerade kobolt på 1730-talet och visade att det är kobolt som ger den blå färgen i smalt, det pigment som länge använts bland annat för att blåfärga glas och glasyr. Tidigare trodde man att det kom från vismut.

## Toxicitet
Det är ovanligt med koboltförgiftningar, men förekommer vid exponering av högre doser. Flera system i kroppen kan då påverkas, däribland hjärta och lungor. Kobolt kan även vara cancerframkallande vid hög exponering.

## Användningsområden

### Metallindustri
Kobolt förekommer i olika legeringar för att ge ökad brottstyrka, motstånd mot syreangrepp eller av dess magnetiska egenskaper. En vanlig legering är magnetiska alnico som bland annat används till magnet för mikrofoner och högtalare.
Kobolt används ofta i litiumjonbatterier, uppladdningsbara batterier där litiumkoboltoxid är vanligt som aktivt material i den positiva polen. Inte minst den ökande tillverkningen av elbilar bidrar till en allt större efterfrågan på kobolt, och billigare alternativ söks.

### Hårdmetall
Kobolt är det vanligast förekommande ämnet att användas som bindefas, då det tillsammans med volframkarbid bildar hårdmetall.

### Strålkälla
Isotopen kobolt-60 är en kraftig strålkälla (gammastrålning) som kan användas för cancerbehandling, sterilisering av sjukhusutrustning och livsmedel, materialprovning med mera. Denna isotop kan framställas genom att bestråla "normalt" stabilt kobolt-59 med neutroner. Traditionellt har detta skett i forskningsreaktorer, men på grund av en åldrande flotta av dessa har det på senare tid (2010) även börjat utföras som en sidoprocess i kraftproducerande reaktorer. Särskilda behållare med kobolt-59 förs in i härden, och kan efter en viss tid tas ut och tömmas på omvandlat kobolt-60.

### Oönskad förekomst i kärnkraftverk
Processen att stabilt kobolt-59 omvandlas till radioaktivt kobolt-60 sker även oönskat i kärnkraftverk, då fragment av kobolthaltiga komponenter (till exempel ventilers glidytor) kan nötas av eller kemiskt lösas ut och följa med in i reaktorn. Framförallt för kokvattenreaktorer (BWR) har detta visat sig kunna bli en dominerande källa till stråldoser till personal, och stora ansträngningar har gjorts för att hitta ersättningsmaterial med lägre halter av kobolt, samt att anpassa kemi-parametrar i processen för att minska upplösning och transport av kobolt.
Halveringstiden för kobolt-60 är cirka 5 år, vilket gör att stråldosen redan efter några decennier minskat till bråkdelar av den ursprungliga och ger helt försumbara dosbidrag i längre tidsperspektiv.

### Färgpigment
Kobolt används i flera pigment, däribland koboltblått. Fram till 1900-talet var kobolts största användningsområde framställning av smalt, ett blått pigment för såväl målningsfärger som för glas och keramik.

### Vitamin B12
Vitaminet B12 har fått sitt namn kobalamin efter kobolt som utgör en central atom i dess sammansättning. Vitamin B12 är nödvändigt för kroppens produktion av röda blodkroppar och bildandet av myelin som bidrar till nervsystemets funktion.

### Kärnvapen
Teoretiskt kan kobolt tillsättas kärnvapen för att utöka den radioaktiva verkan. I en sådan så kallad koboltbomb utsätts kobolt vid detonation för strålning som gör det radioaktivt med lång halveringstid.

## Förekomst
Kobolt förekommer i mineralen koboltglans, smaltit och erytrit.

## Kobolt i Sverige
Tidigare har kobolt brutits i Los koboltgruva i Hälsingland och Vena koboltgruvor i Närke.
Andra platser för brytning av koboltmineral var Gladhammar, Tunaberg, Håkansboda (i Västmanland) och Riddarhyttan.
Möjliga nya förekomster finns i Ahmavuoma, som ligger mellan Lannavaara och Lainio, nära Vittangi och i Oviken i Bergs kommun.

## Kobolt i Finland
Kobolt utvinns i viss utsträckning av Terrafame i multimetallgruvan Talvivaara i Finland.